# Chalcides sexlineatus
Chalcides sexlineatus é uma espécie de réptil escamado da família Scincidae. Apenas pode ser encontrada nas Canárias.
Os seus habitats naturais são: florestas temperadas, matagal de clima temperado, matagais mediterrânicos, campos de gramíneas de clima temperado, áreas rochosas, costas arenosas, pastagens e plantações .